# Песнь Шаобин
«Песнь Шаобин» или «Лепёшечная поэма» — поэма, написанная Лю Цзи во времена династии Мин. Он предположительно представил это стихотворение императору Хунъу.

## Пророчество
Стихотворение названо в честь китайского печенья шаобин. Полный текст «Лепёшечной поэмы» состоит из 1912 слов и более чем из 40 песен. Оно написано в загадочной форме, как сочинения Нострадамуса, их нелегко понять и можно трактовать по-разному. Часть экспертов считают, что некоторые строки содержат ссылки на будущее Китая, в том числе на:
- Монгольское нашествие 1449 года
- Восстание Чжэн Хэ
- Основание династии Цин
- Первую опиумную войну
- Первую китайско-японскую войну
- Основание Китайской Республики в 1911 году[1]

## Скепсис вокруг произведения
Большинство прогнозов в произведении с 1911 года были расплывчатыми и неточными. По этой причине некоторые эксперты полагают, что «Песнь» — современная фальшивка, созданная в начале XX века, когда Китай переживал сильные волнения в результате вторжения Японии и подъёма коммунизма, а такое пророчество должно убедить людей в том, что всё будет хорошо.